# Melanomyza signatifrons
Melanomyza signatifrons är en tvåvingeart som först beskrevs av Daniel William Coquillett 1904.  Melanomyza signatifrons ingår i släktet Melanomyza och familjen lövflugor.
Artens utbredningsområde är Arizona. Inga underarter finns listade i Catalogue of Life.